# Macroglossum aesalon
Macroglossum aesalon là một loài bướm đêm thuộc họ Sphingidae, chi Macroglossum.

## Phụ loài
- Macroglossum aesalon aesalon
- Macroglossum aesalon sainsoni Turlin, 1996